# Gábor Szabó (gitarzysta)
Gábor Szabó (ur. 8 marca 1936 w Budapeszcie, zm. 26 lutego 1982 tamże) – węgierski gitarzysta jazzowy. W swojej twórczości łączył elementy jazzu, pop rocka i węgierskiej muzyki ludowej.

## Dyskografia

### Jako lider
- Gypsy '66 (Impulse!, 1966)
- Spellbinder (Impulse!, 1966)
- Simpático z Garym McFarlandem (Impulse!, 1966)
- Jazz Raga (Impulse!, 1966)
- The Sorcerer (Impulse!, 1967)
- More Sorcery (Impulse!, 1967)
- Light My Fire z Bobem Thiele (Impulse!, 1967)
- Wind, Sky and Diamonds (Impulse!, 1967)
- Bacchanal (Skye, 1968)
- Dreams (Skye, 1968)
- 1969 (Skye, 1969)
- Lena & Gabor z Leną Horne (Skye, 1969)
- Magical Connection (Blue Thumb, 1970)
- High Contrast (Blue Thumb, 1971)
- Gabor Szabo Live z Charlesem Lloydem (Blue Thumb, 1972)
- Small World (Four Leaf Clover, 1972)
- Mizrab (CTI, 1972)
- Rambler (CTI, 1974)
- Macho (Salvation, 1975)
- Nightflight (Mercury, 1976)
- Faces (Mercury, 1977)
- Belsta River (Four Leaf Clover, 1978)
- Femme Fatale (Pepita International, 1978 [1981])

### Jako muzyk towarzyszący (sideman)
ze Steve’em Allenem
- Songs for Gentle People (Dunhill, 1967)

z Paulem Desmondem
- Skylark (CTI, 1973)

z Coke Escovedo
- Comin' at Ya! (Mercury, 1976)

z Chico Hamiltonem
- Drumfusion (Columbia, 1962)
- Transfusion (Studio West, 1962 [1990])
- Passin' Thru (Impulse!, 1962)
- A Different Journey (Reprise, 1963)
- Man from Two Worlds (Impulse!, 1963)
- Chic Chic Chico (Impulse!, 1965)
- El Chico (Impulse!, 1965)
- The Further Adventures of El Chico (Impulse!, 1966)

z Charlesem Lloydem
- Of Course, Of Course (Columbia, 1965)
- Nirvana (Columbia, 1965)
- Waves (A&M, 1972)